# Koulka
Koulka je bývalá zemědělská usedlost v sousedství Radlic, na katastru Smíchova v Praze. Dvoupatrová budova s druhorokokovou výzdobou fasády je dokladem architektury 19. století. Roku 1693 nesla jméno „Vorlovka“, později se vžilo označení „Koulka“ (pravděpodobně podle majitele), které nese minimálně od roku 1799. Dnes nese budova č. p. 189 a je chráněna jako kulturní památka České republiky.

## Historie

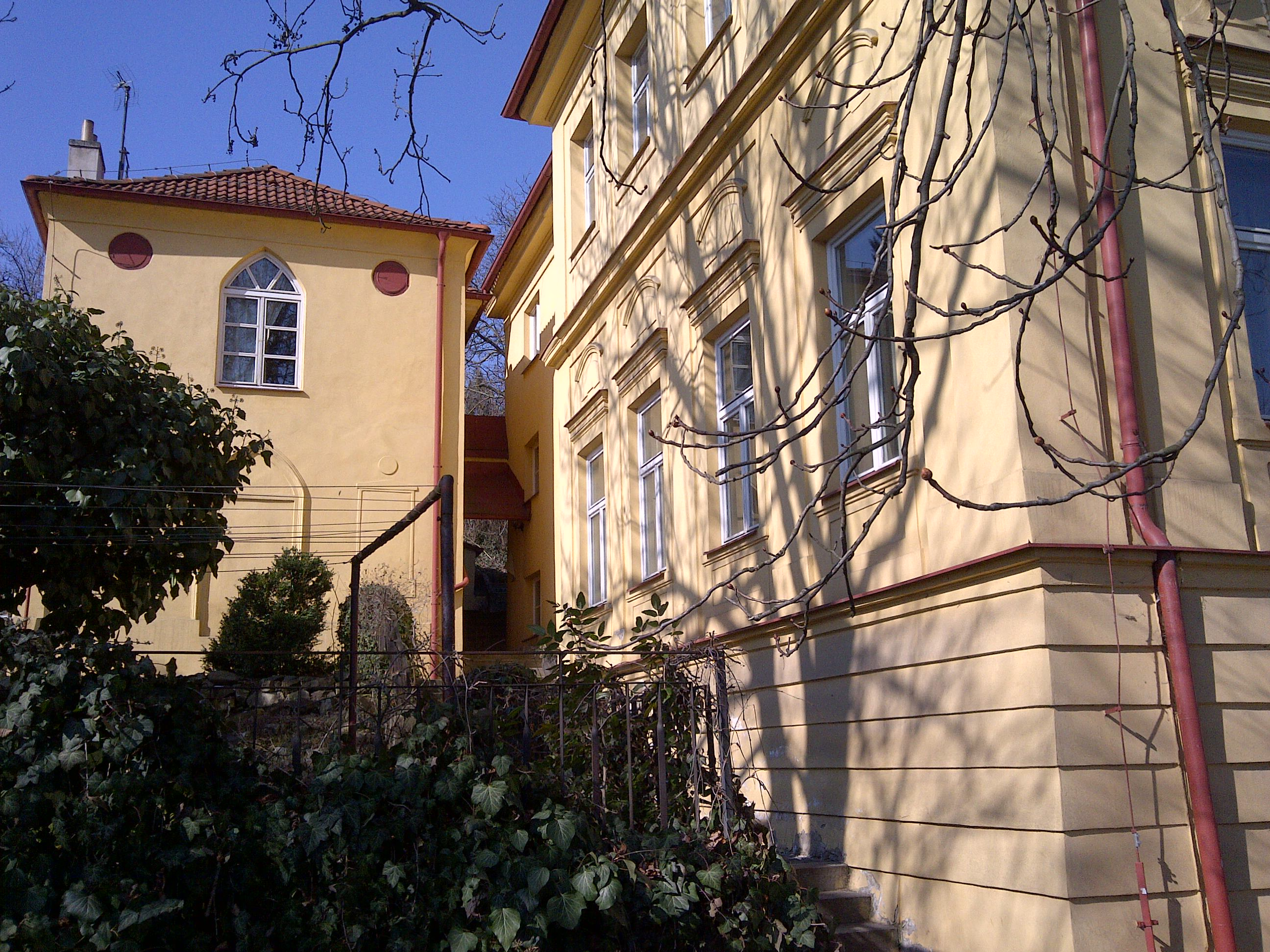
Pohled z jihovýchodu

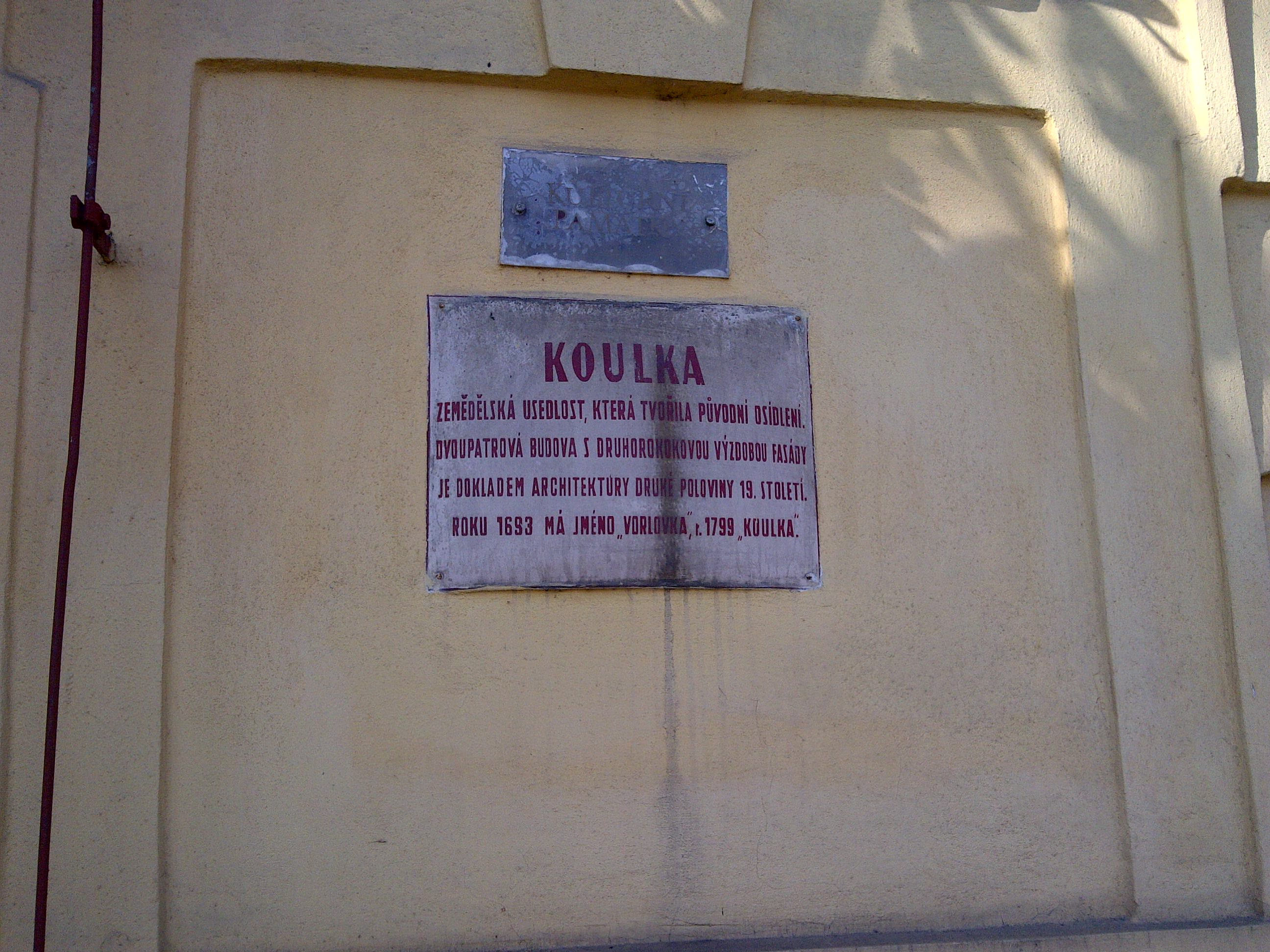
Informační tabulka

Koulka byla vždy výjimečná svou neobvyklou zahradou ve strmé stráni v terasovitém terénu. Existovala už na počátku 17. století a po roce 1760 byla doplněna o různá propojovací schodiště, zimní zahradu a drobné stavby. Usedlost zde vznikla zřejmě koncem 18. století. Barokní budova prošla později klasicistními přestavbami.
V roce 1939 byly zbořeny hospodářské budovy. Při osvobozování Prahy byla rozebrána na barikády barokní ohradní zeď. Dochovala se hlavní budova s charakteristickým na sloupech neseným balkonem s kovaným zábradlím a ze zahrady chráněný jasan. Dnes slouží jako obytný prostor a kanceláře.

Vnitřní výstavní prostory přístupné veřejnosti
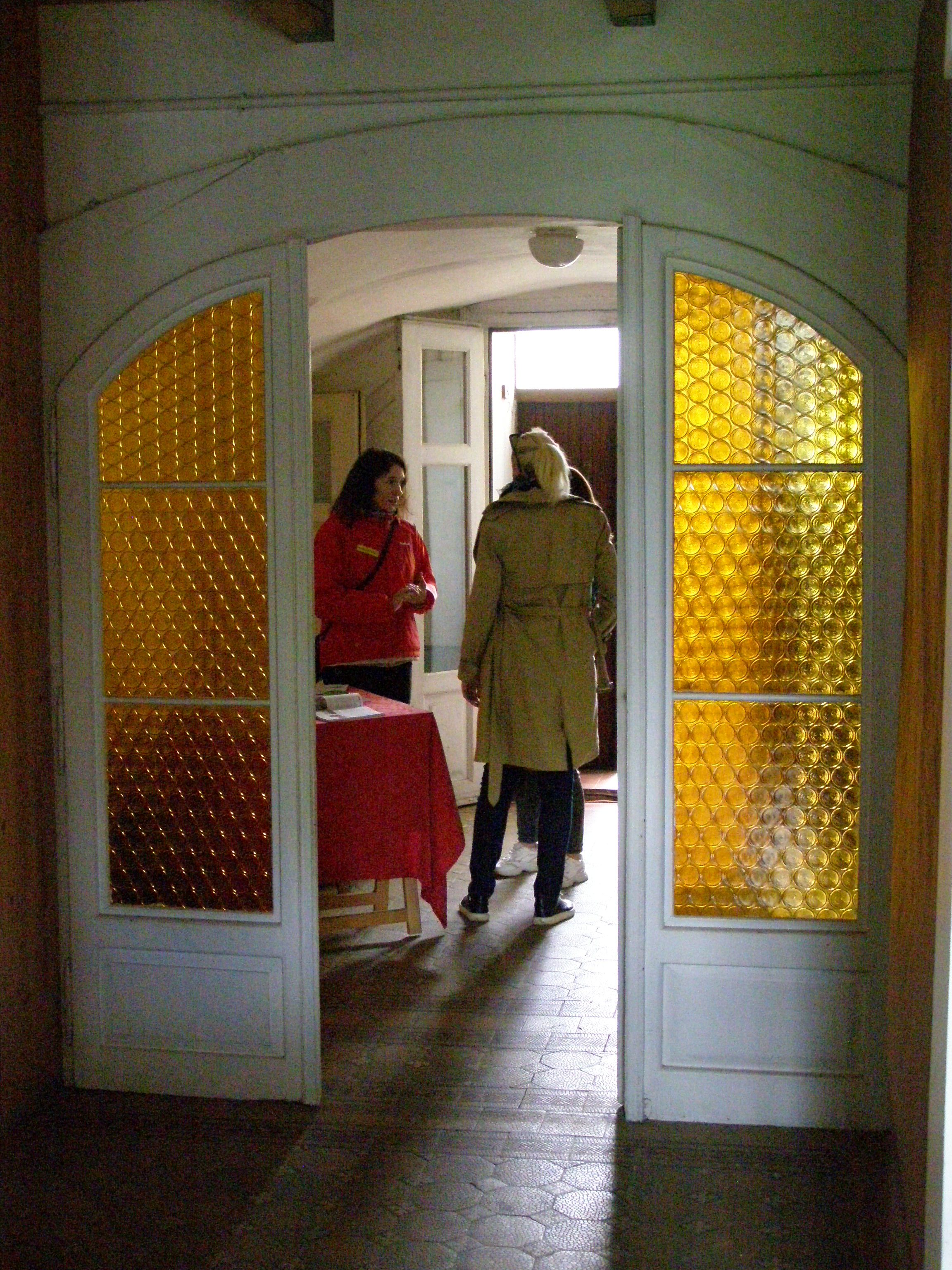
Vchod do výstavních prostor
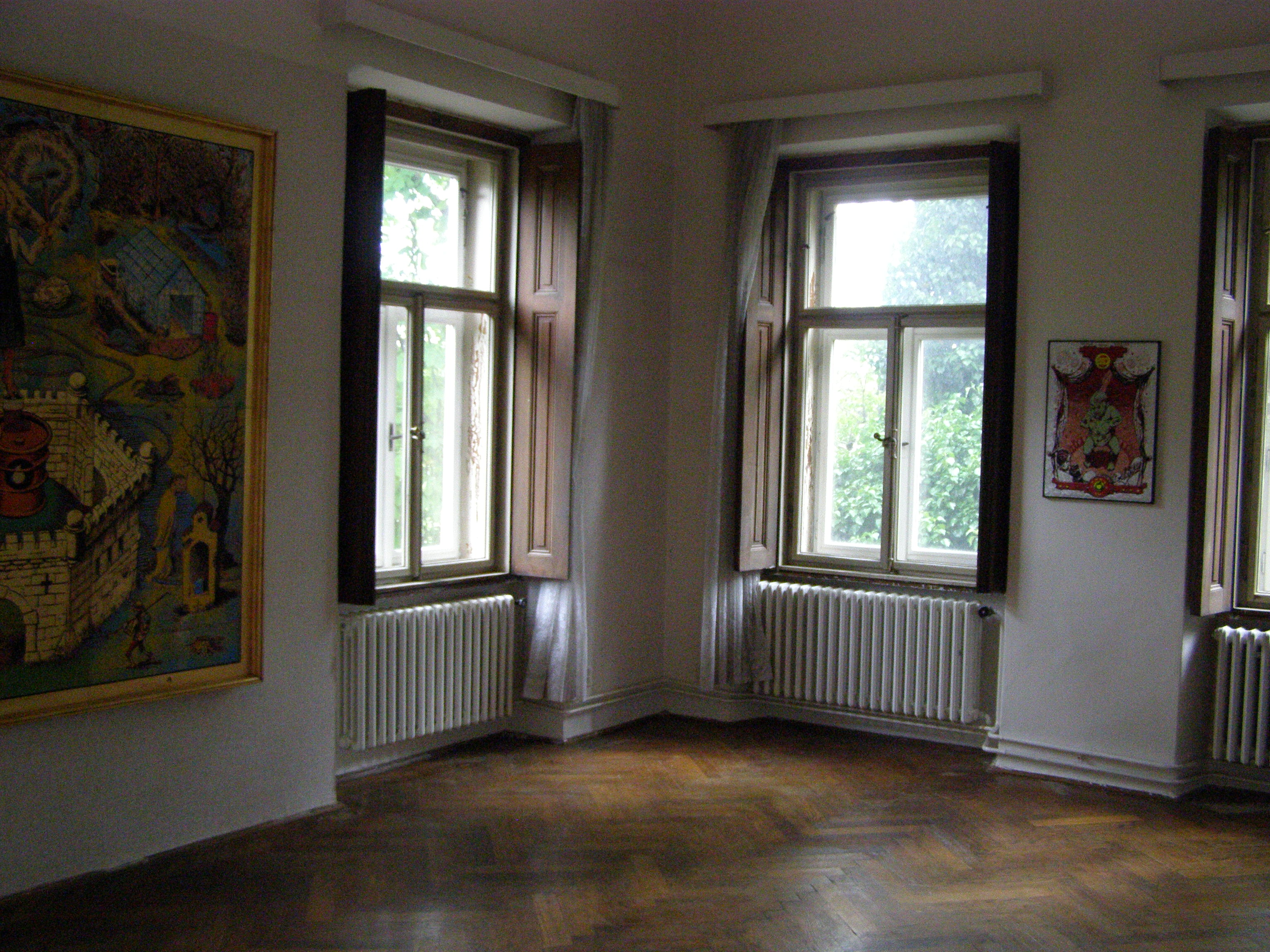
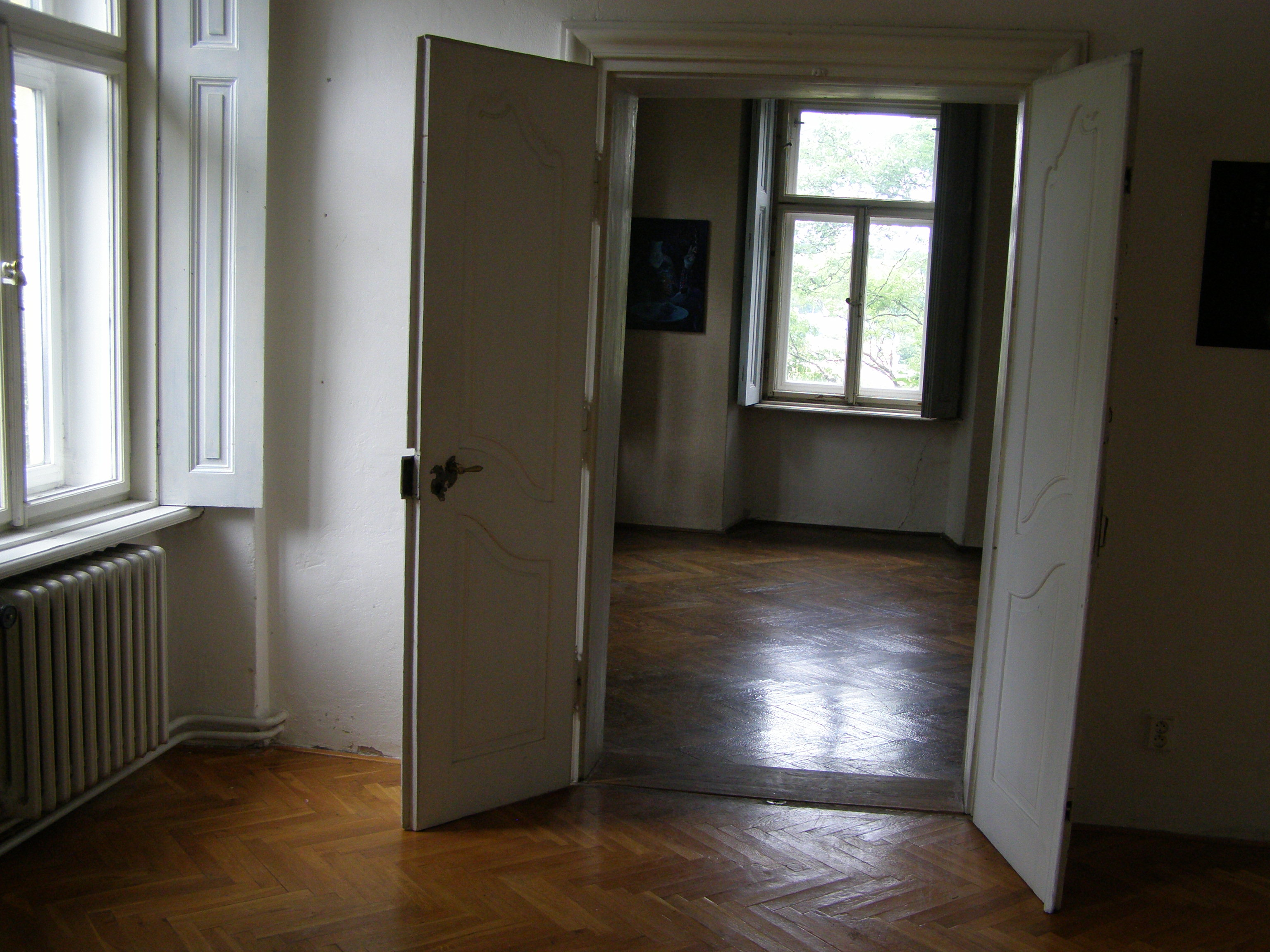
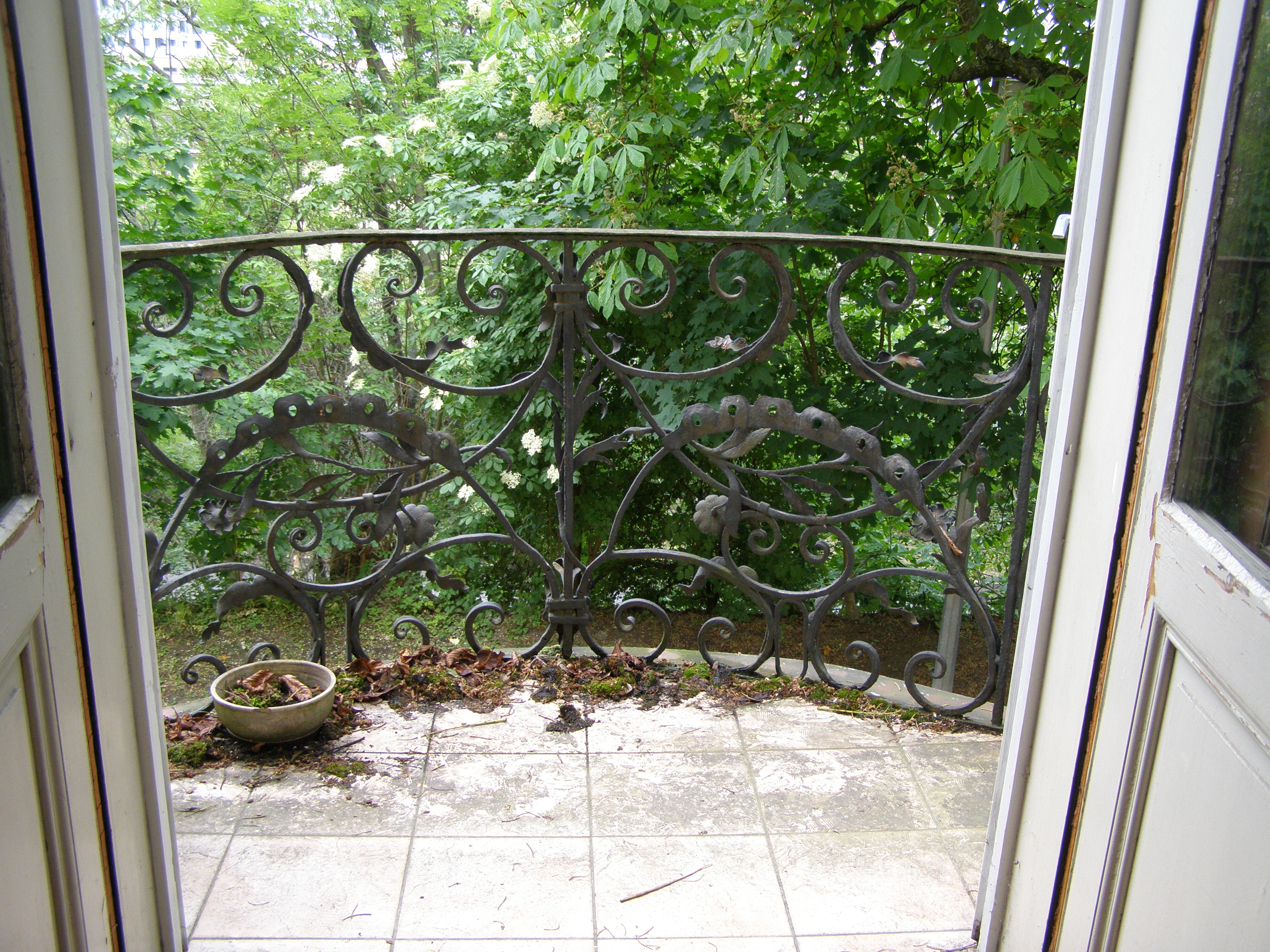
Ozdobná mříž balkonu